# Rheingold (Schwimmbagger)
Die Rheingold war ein Goldbagger (Schwimmbagger), mit dem im Auftrag der nationalsozialistischen Reichsregierung von 1939 bis 1943 Gold aus dem Rhein gefördert wurde.

## Goldgewinnung aus dem Rhein
Bereits die Kelten und Römer fanden Gold im Rhein. Bis ins 19. Jahrhundert war die Goldwäsche eine verbreitete Nebenbeschäftigung der Bauern, Fischer und Handwerker vor allem am Oberrhein. An den amtlichen Sammelstellen des Landes Baden wurden zwischen 1748 und 1874 etwa 366 Kilogramm des Edelmetalls erfasst.
Die Sammler, die sogenannten „Golder“, waren zur Abgabe ihrer Funde verpflichtet. Da ihnen das Gold weit unter Wert bezahlt wurde, bestand daneben ein Schwarzmarkt. Die Gesamtförderung in Baden wird für die genannte Zeit auf mindestens das Dreifache geschätzt.
Flussbegradigungen und der kalifornische Goldrausch führten im 19. Jahrhundert zum Niedergang des Gewerbes.

## Das Projekt „Rheingold“ und der Schwimmbagger
Das Reichswirtschaftsministerium beschloss 1936 gleichermaßen zur Arbeitsbeschaffung und in der Hoffnung, die Devisenbestände des Reiches vergrößern zu können, die Goldvorkommen am Oberrhein systematisch untersuchen zu lassen. Das dazu bei der 1937 neu gegründeten Gesellschaft für praktische Lagerstättenforschung (PRAKLA) ins Leben gerufene Projekt „Rheingold“ begann mit 1053 Probebohrungen und 1372 Waschversuchen. Zur weitergehenden Untersuchung der vielversprechenden Resultate am Altrheinarm bei Steinmauern und Elchesheim-Illingen wurde 1938 im Auftrag der PRAKLA bei der Schiffs- und Maschinenbau AG Mannheim nach dem Vorbild großer Goldbagger, wie sie zu dieser Zeit in anderen Erdteilen im Einsatz waren, der Schwimmbagger Rheingold gebaut. Damals das größte Gerät seiner Art in Europa, förderte es ab 1939 stündlich 120 Kubikmeter Kies und schuf den so genannten Goldkanal. Die Untersuchung sollte aus den kombinierten Kies- und Golderlösen finanziert werden. In gut vier Jahren wurden allerdings lediglich 300 Gramm Gold gewonnen, nur ein Zehntel dessen, was für eine wirtschaftliche Goldextraktion auf Dauer erforderlich gewesen wäre. Im Juni 1943 wurde diese daher beendet, der Bagger förderte in der Folge nur noch Kies.
Reichsmarschall Göring ließ sich angeblich von dem Gold einen 30 Gramm schweren „Nibelungenring“ anfertigen. Sein Verbleib ist unbekannt, ebenso der des übrigen Goldes.